# Verwaltungsgemeinschaft Stallwang
Die Verwaltungsgemeinschaft Stallwang liegt im niederbayerischen Landkreis Straubing-Bogen und wird von folgenden Gemeinden gebildet:
1. Loitzendorf, 628 Einwohner, 12,03 km²
2. Rattiszell, 1548 Einwohner, 22,17 km²
3. Stallwang, 1462 Einwohner, 20,59 km²

Sitz der 1978 gegründeten Verwaltungsgemeinschaft ist Stallwang.